# Khulm
Khulm, cunoscut și ca Tashqurghan, este un oraș din Afganistan.